# Carlos Metidieri
Jose Carlos Metidieri (nacido el 18 de diciembre de 1942) es un exfutbolista brasileño nacionalizado estadounidense que jugó como delantero. 
Fue el máximo anotador de la North American Soccer League en las temporadas 1970 y 1971. También, fue distinguido como el jugador más valioso de la NASL en dos ocasiones. 
Disputó dos partidos con la selección estadounidense en 1973.

## Clubes
| Club               | País           | Año         |
| ------------------ | -------------- | ----------- |
| CA Votorantim      | Brasil         | 1958        |
| SE Palmeiras       | Brasil         | 1959        |
| SSC Napoli         | Italia         | 1960        |
| Como Calcio        | Italia         | 1961 - 1962 |
| Toronto Italia     | Canadá         | 1963 - 1966 |
| Boston Rovers      | Estados Unidos | 1967        |
| Los Angeles Wolves | Estados Unidos | 1968        |
| Rochester Lancers  | Estados Unidos | 1970 - 1973 |
| Boston Minutemen   | Estados Unidos | 1974 - 1975 |
| Buffalo Stallions  | Estados Unidos | 1979 - 1980 |

## Palmarés

### Campeonatos nacionales
| Título                       | Club              | País           | Año  |
| ---------------------------- | ----------------- | -------------- | ---- |
| North American Soccer League | Rochester Lancers | Estados Unidos | 1970 |